# 1949 en hockey sur glace
Cette page présente les éléments de hockey sur glace de l'année 1949, que ce soit d'un point de vue rencontres internationales ou championnats nationaux. Les grandes dates des différentes compétitions sont données ainsi que les décès de personnalités du hockey mondial.

## Europe

### Allemagne
La création de la République démocratique allemande en octobre 1949, entraine la coexistence de 2 championnats allemands :
- Le SG Frankenhausen remporte le 1er championnat d'Allemagne de l'Est.
- Le EV Füssen remporte le titre de champion d'Allemagne de l'Ouest.

## International

### Championnats du monde
- 12 février : début du 16e championnat du monde à Stockholm en Suède.
- 15 février : au premier match de la poule finale, la Tchécoslovaquie défait le Canada. Il s'agit de la première défaite des canadiens lors d'un championnat du monde contre une nation européenne (en considérant la Grande-Bretagne de 1936 comme canadienne).
- 20 février : lors du match couperet contre le pays hôte, la Suède, la Tchécoslovaquie prend sa revanche du tour préliminaire et remporte le match 3 à 0 et s'adjuge son 2e titre mondial[1].

## Autres Évènements

### Fondations de club
- Metallurg Novokouznetsk (Russie)